# Wolfgang Klötzer
Wolfgang Klötzer (* 8. April 1925 in Biebrich a. Rhein, heute Ortsbezirk von Wiesbaden; † 18. Mai 2015 in Langen) war ein deutscher Historiker und Archivar.

## Leben und Werk
Wolfgang Klötzer, Sohn von Frida Klötzer, geborene Bräuer, und des promovierten Chemikers Karl Klötzer,  studierte von 1946 bis 1951 Geschichte an der Universität Mainz, wo er mit einer Arbeit über die Geschichte der Rheingauer Markgenossenschaft zum Doktor der Philosophie promoviert wurde. Von 1951 bis 1954 absolvierte er ein Referendariat im Hessischen Hauptstaatsarchiv in Wiesbaden und (ab 1952) an der Archivschule Marburg. 1954 bis 1960 arbeitete er im Bundesarchiv Koblenz, Außenstelle Frankfurt am Main, als Referent für politische Nachlässe.
Im Jahr 1960 wurde er stellvertretender Leiter des Stadtarchivs in Frankfurt am Main in der Karmelitergasse, 1983 als Archivdirektor dessen Leiter. Unter anderem erwarb er für die Stadt bedeutende Privatarchive wie das Breidbacharchiv und Firmenarchive wie das Bethmannarchiv, und er begründete die Zeitungsausschnitt- und Fotosammlung. Seit 1990 lebte er im Ruhestand. Von 1960 bis 1996 war er Geschäftsführer des Frankfurter Geschichtsvereins, danach Mitglied in dessen Wissenschaftlichem Beirat und seit 2005 Ehrenmitglied des Vereins.
Klötzer war ab 1972 Honorarprofessor für Geschichte der Stadt Frankfurt an der Universität Frankfurt am Main und Mitglied zahlreicher Kommissionen und Vereinigungen, darunter der Frankfurter Historischen Kommission. Unter anderem war er Herausgeber der Frankfurter Biographie, des Archivs für Frankfurter Geschichte und Kunst (ab 1960), der Studien zur Frankfurter Geschichte (ab 1960) und des Frankfurt-Archivs (14 Bände, Braunschweig, ab 1994).
Klötzer war Autor zahlreicher fachwissenschaftlicher und populärer Veröffentlichungen zur Geschichte von Frankfurt am Main, zur deutschen Geschichte und zur Archivwissenschaft. 1952 erhielt er den Rheingauer Kulturpreis, 1959 die Herman-Haupt-Plakette der Gesellschaft für burschenschaftliche Geschichtsforschung für seine Arbeit als Studentenhistoriker und 1980 den Friedrich-Stoltze-Preis. Am 21. Juni 1991 wurde ihm das Bundesverdienstkreuz am Bande verliehen.
Wolfgang Klötzer war evangelisch und heiratete 1954 Ingrid Astor. Er hatte drei Kinder (Dorothee, Ralf und Ulrich), war Rotarier, wohnte in Langen und starb am 18. Mai 2015 nach einem Unfall in seinem Garten.

## Veröffentlichungen (Auswahl)
- Mark und Haingericht im Rheingau. 1953/1956.
- als Herausgeber mit Paul Wentzcke: Heinrich von Gagern: Deutscher Liberalismus im Vormärz. Briefe und Reden 1815–1848. Musterschmidt, Göttingen, Berlin, Frankfurt 1959.
- als Herausgeber: Archiv für Frankfurts Geschichte und Kunst. 1960 ff.
- als Herausgeber: Studien zur Frankfurter Geschichte.' 1960 ff.
- Frankfurt 1866. Eine Dokumentation aus deutschen Zeitungen. Kramer, Frankfurt am Main 1966.
- Clotilde Koch-Gontard. 1969.
- Bankiers sind auch Menschen.  1973.
- Frankfurt – ehemals, gestern und heute. Eine Stadt im Wandel der letzten 50 Jahre. Steinkopf, Stuttgart 1979, ISBN 3-7984-0398-8.
- Frankfurts alte Gassen. Nach Aquarellen von Jupp Berten. Weidlich, Frankfurt am Main 1979, ISBN 3-8035-1048-1.
- Taunus und Rheingau. 1980.
- Alt-Frankfurter Photoalbum. Weidlich, Frankfurt am Main 1981, ISBN 3-8035-1117-8.
- mit Gottfried Frenzel: St. Leonhard zu Frankfurt am Main. Langewiesche, Königstein im Taunus 1982, ISBN 3-7845-4800-8.
- Frankfurt in den 20er Jahren. 1983.
- als Herausgeber: Die Frankfurter Altstadt. Eine Erinnerung. Kramer, Frankfurt am Main 1983, ISBN 3-7829-0286-6.
- mit Wilfried Ehrlich: Sachsenhausen. 1885 und heute. Kramer, Frankfurt am Main 1985.
- Zu Gast im alten Frankfurt. Hugendubel, München 1990, ISBN 3-88034-493-0.
- als Herausgeber: Frankfurt. In Fotografien von Paul Wolff 1927–1943. Hugendubel, München 1991, ISBN 3-88034-533-3.
- als Herausgeber: Frankfurt am Main. 1900–1943. In Fotografien von Gottfried Vömel. Hugendubel, München 1992, ISBN 3-88034-557-0.
- Erinnerung an Frankfurt. Flechsig, Würzburg 1999, ISBN 3-88189-246-X.
- Erinnerung an Frankfurt. In den 20er und 30er Jahren. Flechsig, Würzburg 2000, ISBN 3-88189-356-3.